# USS Mississippi (BB-41)
La USS Mississippi (BB-41) fu una nave da battaglia della United States Navy, appartenente alla classe New Mexico. Dopo la fine della guerra, la Mississippi fu riclassificata nave esperienze e ricevette il nuovo pennant number AG-128. Fu la terza nave a portare il nome dello Stato del Mississippi.

## Costruzione e varo

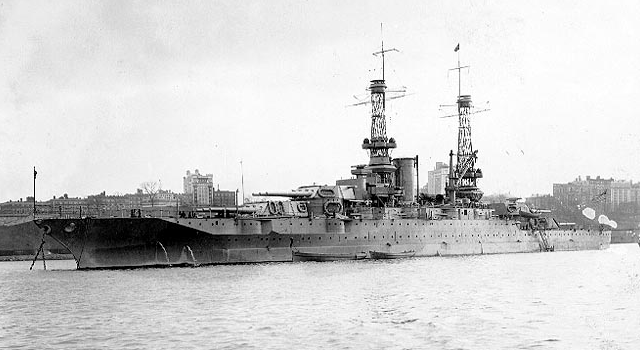
La Mississippi a New York, 1919

Impostata il 5 aprile 1915 nei cantieri della Newport News Shipbuilding di Newport News, in Virginia, la Mississippi fu varata il 25 gennaio 1917 da Miss Camelle McBeath, figlia del presidente della Mississippi Highway Commission ed entrò in servizio il 18 dicembre 1917 ai comandi del capitano Joseph Lee Jayne.

## Prima guerra mondiale
La Mississippi entrò in servizio troppo tardi per poter partecipare alla prima guerra mondiale. Dopo aver svolto alcuni test preliminari lungo le coste della Virginia, il 22 marzo 1918 fece rotta per il Golfo di Guacanayabo, a Cuba, per alcune esercitazioni di addestramento. Un mese dopo, tornò ad Hampton Roads, visitando durante il tragitto Boston e New York, dove rimase fino al 31 gennaio 1919. quando partì per prendere parte alle manovre di flotta invernali che ebbero luogo nel Mar dei Caraibi.

## Tra le due guerre
Il 19 luglio 1919 lasciò l'Atlantico e fece rotta verso la West Coast. Nei quattro anni successivi rimase di stanza nella base di San Pedro, in California, operando lungo la costa e tornando nei Caraibi nei mesi invernali per le annuali esercitazioni. Nel 1922 furono rimossi 2 dei 14 cannoni da 127 mm.
Nel 1923 la Mississippi prese parte ad una dimostrazione pubblica svolta nel Golfo di Panama davanti a membri del Congresso ed a giornalisti di varie testate, durante la quale affondò la vecchia corazzata Iowa, reduce della guerra ispano-americana, per l'occasione convertita in nave bersaglio radiocomandata.
Il 12 giugno 1924, durante alcune prove di tiro al largo di San Pedro, 48 membri dell'equipaggio rimasero asfissiati a seguito di un'esplosione nella torretta nº 2 della batteria principale. Il 15 aprile 1925 salpò da San Francisco, California, per prendere parte a delle esercitazioni militari al largo delle Hawaii, per poi dirigersi in Australia per un tour di beneficenza.
Il 26 settembre tornò ad operare lungo la West Coast, dove rimase per i successivi quattro anni, partecipando nei mesi invernali ad esercitazioni nell'Atlantico e nei Caraibi.
Il 30 marzo 1931 entrò nei Norfolk Navy Yard per lavori di modernizzazione. Questi lavori cambiarono notevolmente il profilo della nave, in particolare variò il disegno della poppa e furono rimossi gli alberi reticolari, sostituiti da una torre di comando. Gli originali cannoni da 76 mm furono sostituiti da 8 cannoni da 127 mm.
Nel settembre 1933 prese parte a nuove esercitazioni. Attraversato il Canale di Panama il 24 ottobre 1934, fece rotta verso la base di San Pedro. Nei sette anni successivi continuò ad operare lungo la West Coast, tornando nei Caraibi durante i mesi invernali.

## Seconda guerra mondiale

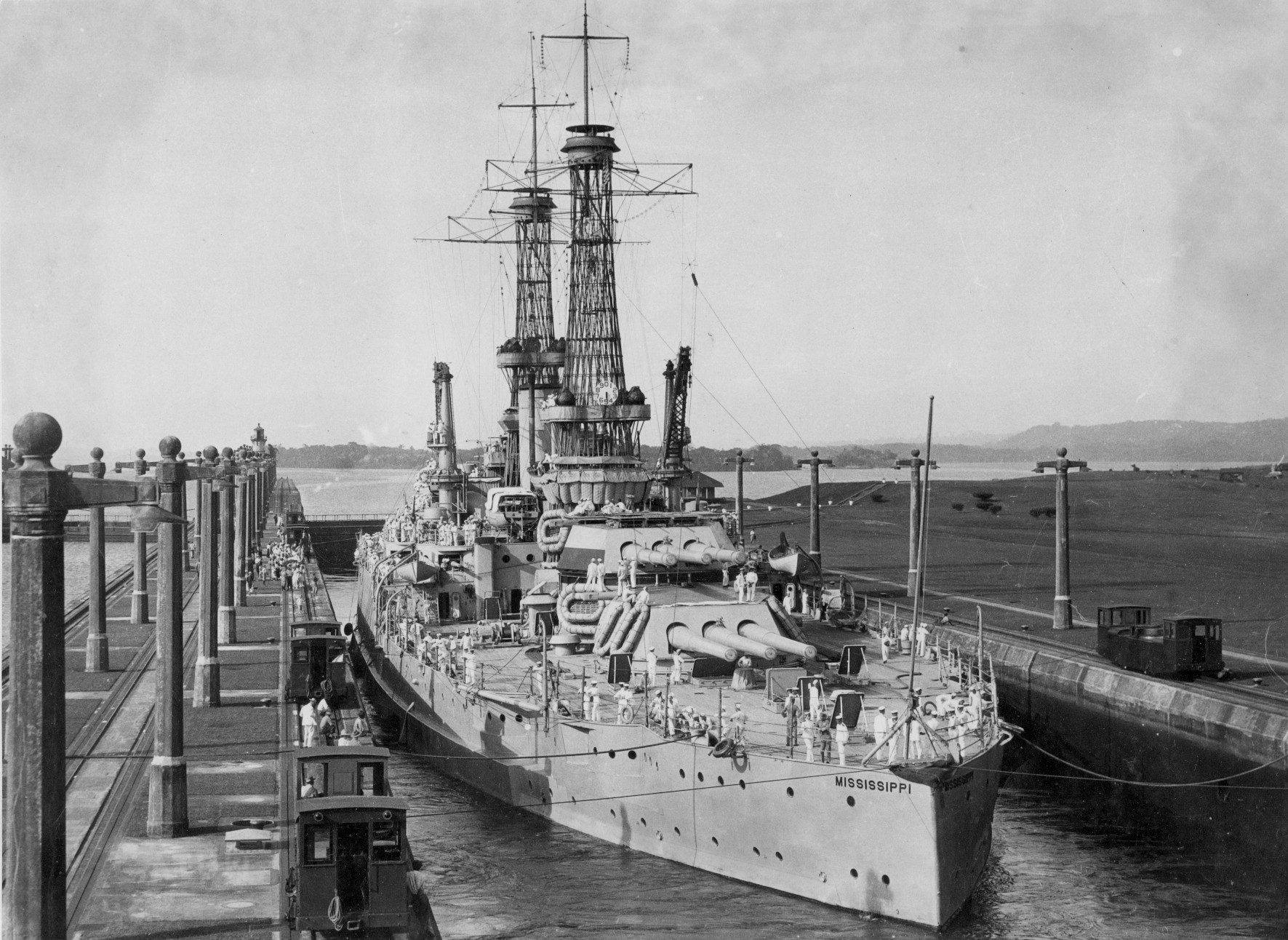
La Mississippi nel Canale di Panama, 1920

Tornata a Norfolk il 16 giugno 1941, la Mississippi iniziò i preparativi per un servizio di pattuglia nell'Atlantico settentrionale. Fu assegnata come scorta ad un convoglio, salpato da Newport, Rhode Island, diretto alla base di Hvalfjörður, in Islanda. Il 28 settembre salpò nuovamente per l'Islanda e trascorse i successivi due mesi a proteggere la spedizione. Due giorni dopo l'attacco di Pearl Harbor, la Mississippi lasciò l'Islanda facendo rotta verso il Pacifico. Arrivata a San Francisco il 22 gennaio 1942, trascorse i sette mesi successivi tra esercitazioni lungo la costa e missioni di scorta ai convogli. All'inizio di maggio, gli originali cannoni da 127 mm furono rimossi, sostituiti da mitragliere contraeree. Il 6 dicembre, dopo aver partecipato ad esercitazioni al largo delle Hawaii, scortò le navi trasporto truppe dirette alle Figi, tornando a Pearl Harbor il 2 marzo 1943. Il 10 maggio lasciò Pearl Harbor per prendere parte alla campagna delle isole Aleutine. Il 22 luglio bombardò Kiska, in quel momento occupata dai giapponesi, che la evacuarono pochi giorni dopo. Dopo una revisione nella base di San Francisco, la Mississippi partì da San Pedro il 19 ottobre per unirsi alle flotta che preparava l'invasione delle Isole Gilbert. Il 20 novembre, mentre la Mississippi era impegnata in bombardamenti contro Makin, una delle sue torrette principali esplose. Nell'incidente, di dinamiche molto simili al precedente, rimasero uccisi 43 uomini.
Dal 31 gennaio 1944 prese parte alla Campagna delle isole Marshall, bombardando Kwajalein. Il 20 febbraio effettuò bombardamenti su Taroa mentre il giorno successivo colpì Wotje. Il 15 marzo si spostò in Papua Nuova Guinea, bombardando Kavieng. Trascorse i mesi estivi nei cantieri di Navy Puget Sound per essere sottoposta ad una revisione, durante la quale i cannoni da 127 mm furono portati da 8 a 14. Tornata in combattimento, il 12 settembre la Mississippi fornì supporto durante lo sbarco su Peleliu, nelle Isole Palau. Dopo una settimana di operazioni fece rotta verso Manus, dove rimase fino al 12 ottobre. Ripartita da Manus, il 19 ottobre assistette alla liberazione delle Filippine, bombardando la costa orientale di Leyte. La Mississippi era parte della flotta, comprendente le corazzate Pennsylvania, West Virginia, Maryland, Tennessee e California e gli incrociatori Portland, Minneapolis, Columbia, Denver, Louisville, Phoenix, Boise e Shropshire, che ai comandi del retroammiraglio Jesse Oldendorf prese parte alla battaglia dello Stretto di Surigao, preludio della battaglia del Golfo di Leyte.

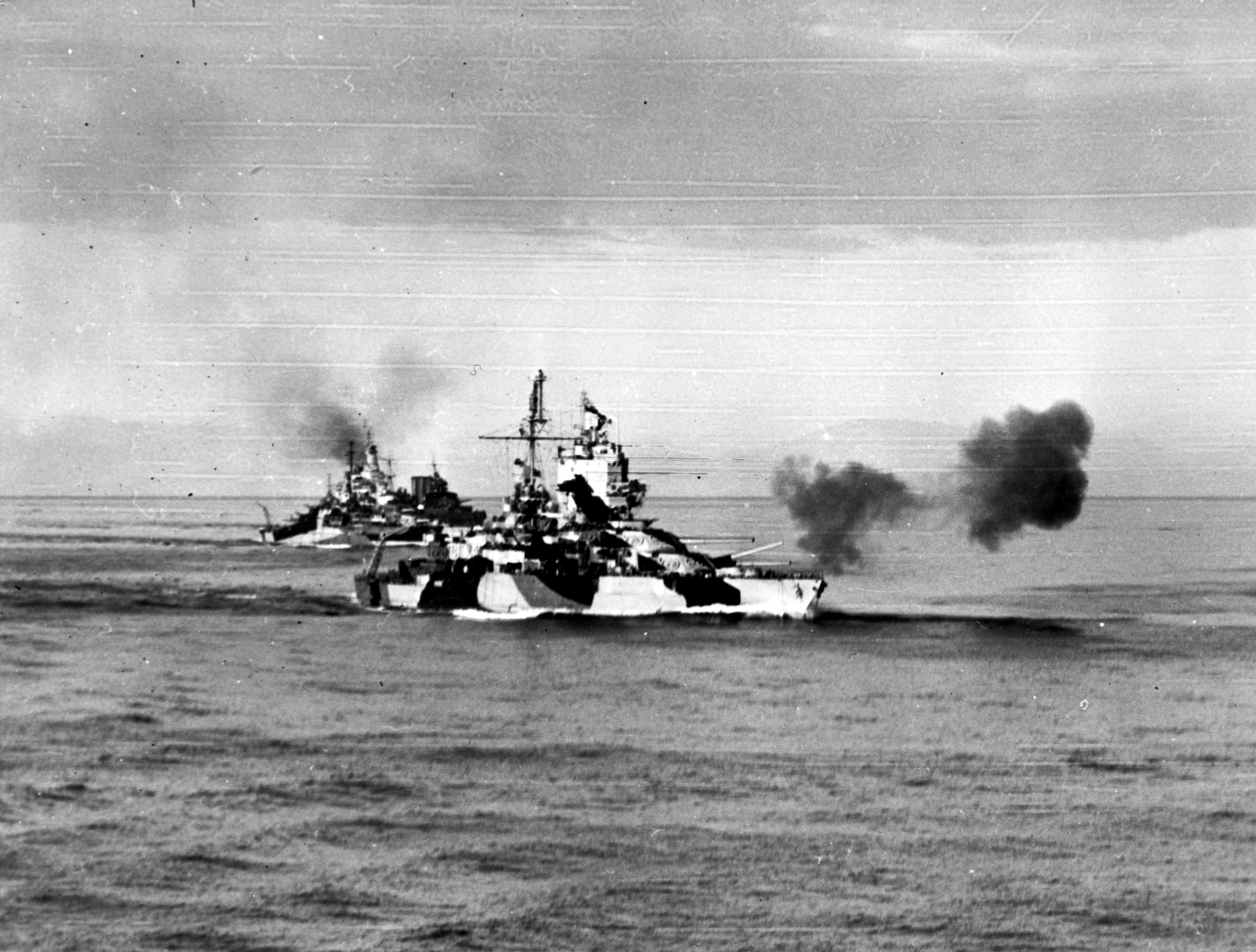
La Mississippi durante i bombardamenti su Luzon precedenti l'invasione del Golfo di Lingayen, 8 gennaio 1945. Sullo sfondo la USS West Virginia e la HMAS Shropshire.

Lo scontro iniziò nella notte tra il 23 ed il 24 ottobre, quando la West Virginia, la California e la Tennessee aprirono il fuoco contro le navi giapponesi. Inizialmente la Pennsylvania, la Maryland e la stessa Mississippi si trovarono impossibilitate a sparare, in quanto i loro radar erano troppo datati. La Mississippi, riuscita a raggiungere la West Virginia e la Tennessee, aprì il fuoco contro la Mogami. Furono le ultime salve sparate dalla Mississippi contro un'altra nave da guerra. Alla fine la United States Navy riuscì ad infliggere una pesante sconfitta alla Marina imperiale giapponese. La Mississippi continuò a sostenere le operazioni nel Golfo di Leyte fino al 16 novembre, quando fece rotta verso le Isole dell'Ammiragliato. Il 28 dicembre entrò nella Baia di San Pedro, dove iniziò i preparativi per l'imminente sbarco su Luzon. Il 6 gennaio 1945 iniziò a bombardare il Golfo di Lingayen. Nonostante i danni subiti allo scafo a seguito dell'attacco di un kamikaze, la Mississippi continuò a supportare le forze di invasione fino al 10 febbraio.
Tornata a Pearl Harbor per le necessarie riparazioni, si diresse poi verso la Baia di Nakagusuku, a Okinawa, dove arrivò il 6 maggio per sostenere le truppe di terra impegnate nella battaglia di Okinawa. La Mississippi diede un contributo importante alla battaglia radendo al suolo il Castello di Shuri, che fino a quel momento aveva fermato l'avanzata statunitense.
Il 5 giugno un altro kamikaze attaccò la Mississippi, schiantandosi sul lato di dritta, ma la corazzata rimase a supportare le truppe che combattevano a Okinawa fino al 16 giugno.
Dopo che l'Imperatore Hirohito annunciò la resa del Giappone, la Mississippi si diresse verso la Baia di Sagami, a Honshū, dove arrivò il 27 agosto a supporto della forza di occupazione. La Mississippi era ancorata nella Baia di Tokyo durante la firma dell'Atto di resa giapponese. Il 6 settembre levò l'ancora e salpò, diretta verso casa.

## Secondo dopoguerra

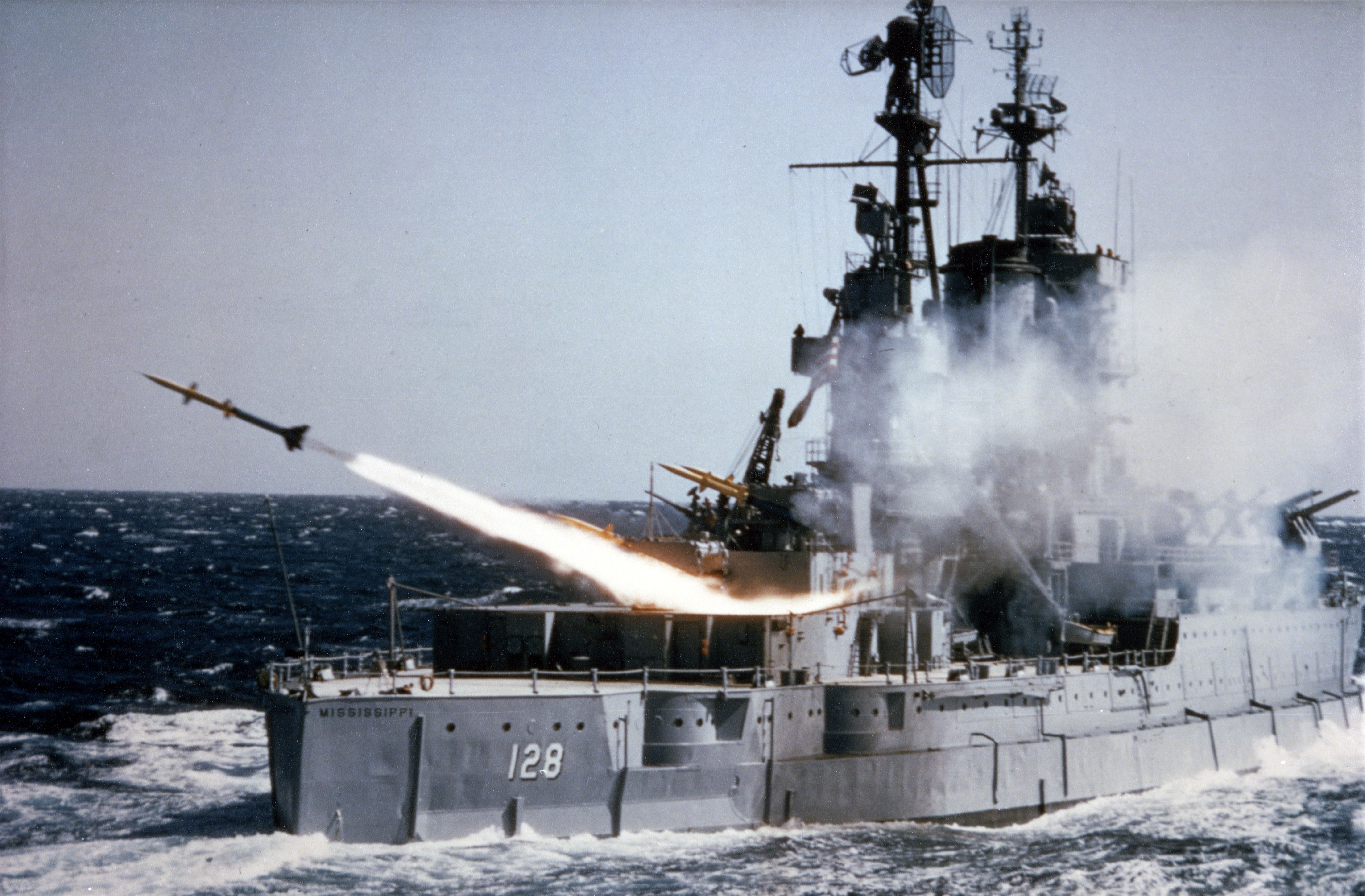
Lancio di un Terrier dalla Mississippi, circa 1953-1955

Il 27 novembre 1945 la Mississippi arrivò nella base navale di Norfolk, dove fu convertita a nave ausiliaria. Riclassificata nave esperienze, il 15 febbraio 1946 rientrò in servizio mantenendo il nome originale ma col nuovo pennant number AG-128. Come parte di una forza di sviluppo, trascorse gli ultimi 10 anni della sua carriera a svolgere investigazioni su problemi di artiglieria ed a sperimentare nuove armi. Contribuì a lanciare la United States Navy nell'era missilistica quando il 28 gennaio 1953, al largo di Cape Cod, effettuò il primo lancio di un missile RIM-2 Terrier. Contribuì inoltre alla valutazione finale del missile AUM-N-2 Petrel.
La Mississippi fu radiata il 17 settembre 1956. Fu proposto allo Stato del Mississippi di convertirla in una nave museo come successo per la Alabama, ma il piano non ebbe seguito. Il 28 novembre dello stesso anno, la Bethlehem Steel Company acquistò la nave come rottami metallici.
La sua campana fu salvata ed installata nei giardini della Rosalie Mansion, sorta sui ruderi Forte Rosalie, sulle sponde del Mississippi.

## Onorificenze
La Mississippi ricevette otto Battle star per il servizio reso nella seconda guerra mondiale.